# Emilio Díaz-Moreu
Emilio Díaz-Moreu y Quintana (Motril, Granada, 28 de enero de 1846 - Alicante, 1 de marzo de 1913), fue un militar y político liberal español, diputado y senador en las Cortes Generales españolas.

## Biografía
Nació el 28 de enero de 1846 en Motril (Provincia de Granada), hijo de Antonio Díaz Quintana, hacendado, y de Dolores Moreu y Sánchez. Nieto por línea materna de Pedro Moreu y Espinosa, alcalde liberal de Motril (1880-87).

### En la Armada Española
El niño Emilio aprobó en 1858 el ingreso al Colegio Naval Militar de San Carlos (Cádiz) como aspirante de oficial de la Armada española a la edad de 12 años y en 1860 se embarcó en el buque escuela Francisco de Asís en calidad de guardiamarina de 2.ª y en 1863 guardiamarina de 1.ª.
Terminada su formación, el ascenso a alférez de fragata no se hizo esperar y fue asignado como parte de la dotación del vapor de ruedas Colón. En 1865 asciende a alférez de navío. Pero no sería hasta 1867 cuando sería nombrado comandante de una nave, la Falúa n.º 14 Buen Viaje.
El año 1868 fue un año importante para Emilio Díaz-Moreu pues, por un lado -tras demostrar su competencia-, comenzó con empleos en buques de mayor tonelaje e importancia tales como la goleta de hélice Wad Ras de la que sería nombrado 2.º comandante. Y de otro lado, ese año estallaba la Revolución Gloriosa que depone a Isabel II como resultado del atraso social y político español y la grave crisis económica de carácter financiero que desde dos años antes castigaba España. Cuajaron en la sociedad española los ideales liberales a favor de una Monarquía constitucional dentro de un régimen democrático, agitados por un grupo de militares liberales liderados esta vez por el general Juan Prim y plasmados en la Constitución española de 1869, ideales por los que Emilio pelearía toda su vida. Pero ese año también se produjo la 1.ª de las rebeliones cubanas. No se les había concedido las leyes especiales de Autonomía prometidas en la Constitución española de 1837 a ninguna de las provincias de ultramar.
En 1869 Díaz-Moreu fue asignado como oficial en la Fragata blindada Numancia, época en que España estaba en manos del Gobierno provisional (1868-1871) presidido por el general Serrano que dio inicio al llamado Sexenio Democrático. Díaz-Moreu, un año después y como dotación de ese buque, partió del puerto de Cartagena rumbo a Génova transportando a la Comisión parlamentaria de las Cortes Constituyentes que fue a recoger a Amadeo de Saboya, futuro rey Amadeo I de España. En 1871 el rey lo nombró primero su 'ayudante de Órdenes' y después 'secretario de su Cuarto Militar'. Con el rey compartió buenos y malos momentos, y de él recibió dos de las muchas condecoraciones que le otorgarían a lo largo de su vida y que más apreciaría: la Gran Cruz al Mérito Militar y la Medalla de la “Escuadra del Mediterráneo” conmemorativa de venida de esa rama de la Casa de Saboya a España.
En 1872 fue destinado, como ayudante de mayoría de la Escuadra del Mediterráneo, a la Fragata Villa de Madrid. El 11 de febrero de 1873 el rey Amadeo de Saboya abandonó el trono y España. Meses después a Díaz-Moreu le fue otorgado el mando de la goleta Valiente perteneciente al Apostadero General de Manila, como su comandante general el contraalmirante Juan Bautista Antequera y Bobadilla. La Escuadra de Filipinas tenía funciones de protección de las aguas y costas españolas donde ganó la Medalla de la campaña de Joló. Allí en antípodas conoció a la que sería su esposa.
Con el inicio de Primera República Española, y tras un año de poca estabilidad, a comienzos de 1874 se produjo el Golpe de Estado de Pavía que supuestamente entró a caballo en el Congreso de los Diputados y que, tratando de dar un golpe de timón al régimen republicano, lo deriva al autoritarismo. Durante ese año, Emilio Díaz-Moreu fue nombrado comandante del bergantín María Luisa. A finales de ese año cayó el joven régimen republicano español tras sufrir todo tipo de males, desde el Carlismo hasta el Cantonalismo. Después llegó la española restauración borbónica que trajo una monarquía parlamentaria en la figura de Alfonso XII y se instauró el Turnismo en España.
Díaz-Moreu se casó el 19 de junio de 1875 con Martina Carmen Irizarry Errasquin en Manila y un año después abandona las Filipinas, justo cuando Antonio Cánovas del Castillo saca adelante la Constitución española de 1876. Sería ascendido a teniente de navío sirviendo en el Arsenal de la Carraca en Cádiz. El 10 de febrero de 1878 terminó la Guerra de los Diez Años en la provincia de Cuba con la Paz de Zanjón, cierre en falso del problema en esa provincia, la gran Antilla, pues se reiniciaría con la Guerra Chiquita. Algunos ya empezaban a darse cuenta de que Cuba y Puerto Rico merecían sus leyes especiales de Autonomía prometidas en la Constitución española de 1837 y posteriormente en la Constitución española de 1869.
En 1880 le otorgaron a Díaz-Moreu el mando del cañonero Pelícano y después a la Escuadra del Mediterráneo al mando del cañonero Marqués del Duero. En 1882 el Partido Liberal, sacó adelante la Ley reformista del ministro Fernando León y Castillo pero la reacción no se hizo esperar y, desandando todo lo andado en favor de las provincias de ultramar americanas para que dejaran de sentirse colonias, se aprobó la Ley de Relaciones Comerciales con las Antillas. Con esta nueva Ley se favorecía la industria de las provincias catalanas en detrimento de las provincias antillanas renaciendo una vez más el sentimiento de independencia al que Estados Unidos si prestaba la atención debida. El 12 de noviembre de 1885 el rey Alfonso XII murió de tuberculosis y su viuda María Cristina de Habsburgo-Lorena en estado del futuro Alfonso XIII se convirtió en reina regente. Se inició el Gobierno Largo de Sagasta.
Durante ese lustro Emilio Díaz-Moreu estuvo seriamente enfermo y su médico de Madrid le prescribió reposo en una ciudad costera con clima templado. El contraalmirante Juan Bautista Antequera, su antiguo superior en Filipinas y recién cesado ministro de Marina conservador, le recomendó Alicante tal y como él había hecho una década antes. En Alicante encontró no solo un clima benigno sino también una plaza idónea por su proximidad con Madrid.

### Inicios en Política
Díaz-Moreu ascendió a capitán de fragata y ya recuperado le otorgaron el mando del crucero  Aragón en 1890, año en que se estrenó como político. Su hermano Luis que era diputado por el distrito de Motril por el Partido Liberal había fallecido el 20 de marzo y él era su sustituto. Habiendo jurado, se puso a las órdenes del antiguo presidente del Consejo de Ministros de España con el rey Amadeo de Saboya y que en ese momento era el jefe de los liberales: Práxedes Mateo Sagasta. Además tuvo la oportunidad de heredar de su hermano la amistad que este tenía con José Canalejas, quien se convertiría en un amigo y líder político hasta su muerte.
El 2 de diciembre de 1891 le fue confiado el mando del crucero no protegido Conde de Venadito.
El ministro de Ultramar Antonio Maura -en su etapa liberal-, vio fracasar su Proyecto de ley para la Reforma de la Administración Civil de las islas de Cuba y Puerto Rico presentado el 5 de junio de 1893. Estando fondeado el buque de la Armada Conde de Venadito frente a las costas de San Sebastián, el 26 de julio de 1893 su comandante, el capitán de navío Díaz-Moreu, recibió la visita de la infanta Isabel de Borbón y Borbón a bordo. Posteriormente cumplimentó con la reina María Cristina.
Díaz-Moreu, al mando de su buque participó en la 1.ª guerra del Rif (también llamada guerra de Margallo) en 1893, en que la Escuadra Española bombardeó a las tribus insurgentes que se hallaban amenazando la ciudad de Melilla especialmente el 21 de octubre cuando el Conde de Venadito se lució con sus cañones. Un mes después le concedieron el mando de la escuadra africana y por aquello le fue otorgada la Gran Cruz de la Orden naval de María Cristina. En enero de 1894, todavía al mando del Conde de Venadito, transportó al general Martínez Campos en calidad de embajador extraordinario a Marruecos para firmar con el sultán del reino alauita, Hasán I, un Tratado internacional con el que terminar el conflicto rifeño y regular las futuras relaciones vecinales. 
El 11 de junio de 1894 Díaz-Moreu regresó al Congreso de los Diputados en sustitución del diputado conservador, José Martínez de Roda, previa anulación de su elección en el distrito de Motril. El diputado Díaz Moreu se estrenó preguntando al Gobierno su opinión sobre el estado de la flota aportando sus propias estimaciones de que solo tres de toda la Armada Española cumplían los requisitos de ser considerados como tales. El 17 de enero de 1895 fue ascendido a capitán de navío.
El mes siguiente tuvo lugar el llamado Grito de Baire (en Cuba, en la península fue el de Baire) en la provincia de Cuba y se inició la 3.ª y última de las insurgencias independentistas cubanas: la Guerra del 95, justificada como las anteriores -en gran parte- por la estrechez de miras de los sucesivos Gobiernos españoles. El Gobierno español trató de arreglar las cosas con la Ley Abarzuza, aprobada el 15 de marzo, que no era otra cosa que una versión descafeinada del Proyecto de ley de Antonio Maura del 93.
El 13 de junio Díaz-Moreu se interesó en el Congreso por la cantidad de buques que protegían las aguas jurisdiccionales españolas en Cuba a lo que el ministro de Marina le contestó que tres pero que debido a la insurgencia cubana, iban de camino otros cinco buques y más tarde irán otros dos y un mes después solicitaría que los restos mortales de Isaac Peral fuesen depositados en el Panteón de Hombres Ilustres.

### Comandante del acorazado Cristóbal Colón
A principios de 1896, ante el cariz que estaban tomando los movimientos insurgentes en la provincia española de Cuba, el diputado y capitán de navío Díaz-Moreu, junto con José Elduayen Gorriti, Imeldo Serís y otros más se ofrecieron al ministro y almirante Beranger para lo que necesite España. El 3 de diciembre el capitán de navío Emilio Díaz Moreu fue nombrado comandante del Cristóbal Colón e Inspector del proceso.
El casco del crucero acorazado, reclasificado como acorazado de 2.ª clase Cristóbal Colón fue botado el 16 de septiembre de 1896. Encargada su construcción por el ministro de Marina José María Beránger a la Societá Ansaldo, en abril de 1897 en Génova se pudieron realizar las primeras pruebas y el 17 de mayo se recibió el buque con el armamento menor pues se encontraron defectos en la artillería pesada que debía ser instalada dándose un nuevo plazo a la Societá.
El 8 de agosto de 1897 murió el presidente del Consejo de Ministros de España, Antonio Cánovas del Castillo, asesinado por un anarquista y fue sustituido por el general Marcelo Azcárraga Palmero. El 4 de octubre de ese año ocupaba de nuevo a la Presidencia el líder de los liberales Sagasta, cesando el almirante Beranger y siendo nombrado nuevo ministro Segismundo Bermejo y Merelo. El 25 de noviembre de 1897 se aprueba la Ley de Autonomía para Cuba pero llegaba tarde, muy tarde.
En la prensa nacional se dijo que el Cristóbal Colón partiría, con Díaz Moreu al mando, rumbo a Génova para que le fuere instalado el armamento principal pendiente todavía por los defectos que portaban los recién fabricados. El Cristóbal Colón mientras haría ejercicios tácticos en el Mediterráneo integrado en la 'Escuadra de Instrucción' del contraalmirante Pascual Cervera y Topete.
En enero de 1898 se nombró al primer (y único) presidente de la Autonomía cubana: José María Gálvez Alonso. Un mes después se produjo la explosión del USS Maine en el puerto de La Habana de la que se valdrían los Estados Unidos de América como  casus belli para declarar la guerra a España. En el mes de febrero siguiente, frente a las costas de Alicante y Murcia, la escuadra que comandaba Cervera incluyendo el crucero acorazado Cristóbal Colón que portaba solo artillería media y ligera, estaba realizando ejercicios navales. El 1 de marzo marcharon para Cádiz preguntándose Cervera si les iban a instalar los cañones al Colón. A principios de abril ya se encontraban en La Habana los cruceros acorazados  Almirante Oquendo y Vizcaya y el 8 de abril partieron de Cádiz el crucero acorazado y buque insignia  Infanta María Teresa y el crucero acorazado Cristóbal Colón -contra el parecer de Cervera- rumbo a Cuba con escala en Cabo Verde (29 de abril). Por delante iba la Escuadrilla de Fernando Villaamil compuesta por los contratorpederos Furor y Plutón y Terror.
El 25 de abril siguiente el Congreso de los Estados Unidos le declaró la guerra a España pero el bloqueo norteamericano, en el frente caribeño, ya había comenzado dos días antes. La Batalla de Cavite por la que España perdió Las Filipinas comenzaría el 1 de mayo y el ministro dimitió en vez de hacerlo los auténticos responsables. La Junta de generales de la Armada en Madrid decidió que la Escuadra de Instrucción de Cervera fuera a Cuba. Fue nombrado nuevo ministro Ramón Auñón y Villalón y ya se producen órdenes y contraórdenes, la tragedia se iba perfeccionando. El 17 de mayo arribó Cervera con sus dos buques a Santiago de Cuba, allí se juntó con solo dos de los contratorpederos de Fernando Villaamil Furor y Plutón, pues el Terror por averías mecánicas hubo de quedar en Fort-de-France, y los cruceros acorazados Almirante Oquendo y Vizcaya formando los seis buques que serían conocidos desde entonces por el nombre de la Escuadra de Cervera.
El capitán de navío y recién elegido diputado, Emilio Díaz-Moreu, fue confirmado como comandante del crucero acorazado Cristóbal Colón. El 1 de julio se inició con la «Batalla de El Caney» o «Batalla de las Colinas de San Juan» en la que cerca de 7.000 soldados norteamericanos desembarcaron y se enfrentaron a 550 soldados españoles que resistieron diez horas peleando valientemente hasta que perdieron el pueblo de El Caney sito a un par de kilómetros de las lomas de San Juan. El 2 de junio de 1898 se produjo el primer lance contra la flota norteamericana en la defensa de Santiago de Cuba y y pero el desastre se produjo al día siguiente con la Batalla naval de Santiago de Cuba .
El almirante Cervera estaba totalmente en contra de las órdenes del Capitán Gral de Cuba, Ramón Blanco y Erenas apoyado por el nuevo ministro de Marina, pero tuvo que acatarlas por la escala de mando. Reunió a sus comandantes y a las 9:00 de la mañana del domingo 3 de julio el comandante general de una flota de seis buques dio la orden de que fueran saliendo uno a uno de la bahía de Santiago. La escuadra norteamericana del almirante Sampson, compuesta principalmente por los acorazados USS Texas, USS Iowa, USS Oregón y USS Indiana; los nuevos cruceros acorazados USS Brooklyn y USS New York ; un torpedero USS Ericsson y cuatro cañoneros auxiliares USS Gloucester, USS Harvard, USS Resolute y USS Vixen esperaba fuera y, conforme fueron saliendo de la bahía, los norteamericanos los fueron cañoneando.
Los españoles trataron de hacer frente a una escuadra naval superior en número, con mayor armamento y con mejor blindaje. El Cristóbal Colón, comandado por el capitán de navío Díaz-Moreu salió 3.º -detrás del Vizcaya-, atacó con su artillería ligera y media totalmente insuficiente. Pudo moverse rápido a pesar de ser duramente castigado por los cañones de calibre grueso de los acorazados USS Brooklyn y USS Oregón pero alegando haber consumido el carbón de más calidad y solamente quedar a bordo el de peor calidad con que alimentar las calderas e incapaz de responder a las andanadas, su comandante Díaz-Moreu dio la orden de embarrancarlo frente a la playa del río Tarquino, supuestamente tratando de salvar vidas y de que el buque no fuera botín de guerra. Los supervivientes fueron apresados por el «Brooklyn».
El general José de Paredes trasladó al almirante Cervera, el parte de guerra que había recibido de Díaz Moreu, comandante del Cristóbal Colón y de sus apreciaciones en la batalla.

«El General 2.º Jefe (José de Paredes) al Almirante de la Flota (contraalmirante Cervera):

Excmo Sr. Tengo el honor de trasladar a V. E. I. el parte que del combate y suerte habida al acorazado Colón el día 3 del corriente, me comunica su dignísimo Comandante (Emilio Díaz-Moreu), que dice así:
Cumpliendo las órdenes recibidas, salí con el buque de mi mando, ocupando el puesto designado, del puerto de Santiago de Cuba, estando tanto avante con el Morrillo a las 9h 45m de la mañana, rompiendo el fuego contra el Iowa, que era el buque más próximo en el momento de salida.
Cinco minutos más tarde, siendo el buque más avanzado de la línea enemiga el Brooklyn, ordené a las baterías que todos los fuegos se dirigieran sobre él y lo que fuera posible contra el Oregón, que se hallaba en la aleta de babor y al que no podía dedicarse atención por falta de cañones caza y retirada. Así se efectuó, disparando contra dicho buque 184 disparos con los cañones de 15 cm y 117 con la batería de 12 cm, teniendo la seguridad de haber hecho blanco con un 10 por 100 de los tiros.- Desde luego ví que ni el  Brooklyn ni el Oregón, que me emprendieron caza, podían alcanzarme y se quedaban más rápidamente el primero que el segundo y continué cerca de la costa haciendo rumbo al Cabo Cruz.- A la 1h de la tarde empezó a bajar la presión de calderas, disminuyendo las revoluciones de 85 á  80, empezando, por tanto, a ganarme en andar el Oregón, que poco tiempo después rompió el fuego contra el buque con sus cañones de caza de grueso calibre, al que sólo pude contestar con disparos del cañón número 2 de la batería, guiñando al efecto lo necesario, aunque esto acortase la distancia.- En vista de esto y vista la seguridad absoluta de ser apresado por el enemigo, de acuerdo con Vuecencia, por no ser conveniente distraer a ningún Jefe y Oficial de sus destinos, dada la estructura y disposición de las escotillas, que representaba una pérdida de tiempo muy necesario y con el ánimo de aprovechar hasta el último momento la ocasión, si se presentaba, de hacer fuego, y con el fin de evitar llegase el de ser apresado, resolvimos embarrancar y perder el buque y no sacrificar estérilmente las vidas de los que se habían batido con el valor heroico, la disciplina y seriedad que V. E. ha podido apreciar por sí mismo, y como consecuencia del acuerdo se hizo proa al río Tarquino, en cuya playa embarranqué, con velocidad de 13 millas, a las 2h de la tarde. Ya varado el buque y reunidos los Jefes y Oficiales, todos manifestaron su conformidad a lo hecho, por comprender que de seguir, aunque no fuera más que unos momentos, corría inminente peligro de caer en poder del enemigo y ser un trofeo de guerra que era necesario a todo trance evitar.
Poco después quedamos prisioneros de guerra del Brooklyn, cuyo Comandante se presentó a bordo poco después. Durante el combate he tenido un muerto y veinte y cinco heridos, cuya relación acompañó a V. E. como resultado de los proyectiles del enemigo, que aunque nos alcanzaron en gran número, no hicieron averías en la parte protegida del buque.
(Fin del parte de Díaz-Moreu)
Y yo por mi parte (continúa el general Paredes), como testigo de los sucesos, réstame sólo manifestar a Vuecencia Ilustrísima, que en medio de nuestra pena por la pérdida de los buques y del personal digno y heroico, cabe la satisfacción de que todos han cumplido con su sagrado deber de defender su bandera y Patria, demostrando una vez más que la Marina española puede sucumbir, pero jamás con la deshonra.
Todos a bordo del Colón fueron dignos imitadores de nuestros antepasados; imposible es recomendar a ninguno de sus dignos tripulantes, rayaron en el heroísmo; más sería dejar de cumplir con un sagrado deber si no se expresara a Vuecencia Ilustrísima que su valiente Comandante colocóse a una altura que no hay frases que expresarlo puedan, sólo sí que deshonra al cuerpo en que sirve.
Dios guarde a V. E. muchos años.-En la mar, a bordo del St. Louis, 6 de julio de 1898.- José de Paredes.»

El 18 de julio el gobierno español solicitó el armisticio al Gobierno norteamericano y el 16 de septiembre, tras la firma de un tratado en París, España renunciaba a sus derechos sobre las provincias de ultramar.
A pesar de los rumores de su muerte, Díaz-Moreu se hallaba preso en la Academia de Annápolis (Maryland) con el resto de los Oficiales supervivientes, y a través de un correo norteamericano lo cuenta a su familia. A finales de agosto Díaz-Moreu, como miembro de la cámara baja que era y, por tanto, no obligado al silencio de igual modo que sus compañeros de armas manifestó en una entrevista a un redactor del periódico francés «Le Gauloise» corresponsal en EE. UU., que a su regreso pensaba pedir que se depurasen responsabilidades de entre los cargos políticos que tomaron la decisión de sacar la flota de la bahía de Santiago a pesar de la recomendación del almirante Cervera de no hacerlo.
Por su carácter de diputado al Congreso (electo desde las Elecciones Grales. de marzo), Díaz-Moreu había sido liberado antes que el resto de oficiales. Logró regresar a España en el vapor Eulden que partió de Nueva York rumbo a Gibraltar, puerto al que llegó el 2 de septiembre, y de allí fue a Madrid. La Vanguardia se hizo eco de una entrevista concedida por Díaz-Moreu al periódico francés Le Temp ese mismo día, en la que manifestó que la responsabilidad del desastre de la escuadra comandada por el almirante Cervera no correspondía a los que pelearon allí, sino a los superiores que tomaron la decisión de salir de la bahía de Santiago.
El 6 de septiembre recogió su acta de diputado. 
Comenzaron las sesiones en el Congreso de los Diputados y José Canalejas apostó por aclarar todas las decisiones tomadas acerca del desastre de la llamada “Escuadra de Cervera”, lo que fue apoyado públicamente por Díaz-Moreu.
El 20 de septiembre arribó a Santander el City of Rome procedente de Portsmouth (Nuevo Hampshire) con los supervivientes de la Armada y el almirante Cervera a la cabeza, y Emilio Díaz-Moreu se desplazó hasta allí para recibirlos. El 22 de septiembre, durante el viaje a Madrid por tren Díaz-Moreu fue contando algunas tristes anécdotas a la prensa del estado de los buques de guerra y el armamento que portaban. No sería hasta febrero de 1899 en que el Tribunal Militar encargado prepararía los suplicatorios referentes a Cervera y Díaz- Moreu. El 19 de febrero en particular se tramitó el del diputado Díaz Moreu mediante el cual pudo ser procesado.
Tras cesar como diputado Emilio Díaz-Moreu volvió a presentarse nuevamente por los liberales en las Elecciones Generales de 16 de abril de 1899 en España, saliendo elegido en su escaño por Motril. En verano de ese año se iniciaron los Consejos de Guerra a la oficialía de las tropas españolas que tomaron parte en la Guerra, y particularmente al general Paredes y a Díaz-Moreu, comandante del Colón les tocó el 4 de septiembre, ante un Tribunal presidido por el contraalmirante Manuel Mozo y siendo fiscal el capitán de navío Carlos Delgado. Los acusados no comparecieron, la documentación preparada por el instructor del caso: los partes de guerra, las órdenes de salir de la bahía…y la declaración escrita del capitán de navío Díaz Moreu hablaban por sí mismas. El fiscal pidió la absolución y el 7 de septiembre y el Tribunal lo declararía inocente de todos sus cargos el 7 de septiembre.
Ya en junio de 1900 se desplazó a Granada José Canalejas acompañado de su amigo Díaz-Moreu, para asistir a los Juegos Florales que allí se celebraban y a finales de mes se firmaba en París un convenio con las delimitaciones que España y Francia habían acordado respecto a los territorios limítrofes de ambos en África norte y occidental. El 4 de julio estaba en Madrid en la iglesia de San Luis asistiendo a las exequias oficiadas por el capellán de la Armada en honor de los fallecidos en la Batalla naval de Santiago de Cuba siendo muy concurridas. Díaz-Moreu, todavía en activo, en 1901 comandaba el acorazado Acorazado Pelayo que debía ser el único buque de la Armada que le faltaba por gobernar, y en abril sería recibido junto con el resto de oficiales por el presidente de Francia Émile Loubet en Tolón, en aquella ciudad donde había sido construido ese buque, encargado por el ministro de Marina Juan Bautista Antequera y negociado por Víctor María Concas. Díaz-Moreu fue nombrado comendador de la Legión de Honor por el propio presidente. Y tras los éxitos en Tolón solicitó el retiro del servicio tal y como tenía acordado, para poder dedicarse a sus asuntos propios y el 13 de ese mismo mes le fue concedido mediante Real Orden.
Llegaron las Elecciones Generales de 19 de mayo de 1901 en España y saldría nuevamente elegido Diputado por el distrito de Motril. Fue designado miembro de la Comisión de Presupuestos y más tarde presidente de la Subcomisión de Marina. Desde allí se comprometió a mejorar el presupuesto de la Armada Española así como el armamento, distribución de tropas, mejoras en el servicio…durante toda la legislatura. El 17 de mayo de 1902 el rey Alfonso XIII fue proclamado rey de España por alcanzar la mayoría de edad (16). Terminando la regencia de la reina María Cristina de Habsburgo-Lorena.
En 1903 murió Sagasta y el Partido Liberal se descompuso por lo que José Canalejas fundó el Partido Liberal Democrático junto con sus huestes y los enemigos de Segismundo Moret, el otro líder liberal. Emilio Díaz-Moreu lo tuvo muy claro y siguió a su amigo Canalejas en su nueva andadura como “liberal-demócrata”. En las Elecciones Generales españolas de 30 de abril de 1903 fue elegido por última vez diputado, siempre por el distrito de Motril provincia de Granada. El 3 de octubre de 1904 España firmó un acuerdo con Francia delimitando los territorios de Ifni y lo que se conoció como el Sahara español (con el beneplácito de Gran Bretaña) que tanto molestó al kaiser Guillermo II de Alemania. Sus consecuencias se dilucidarían dos años después en Algeciras. Comprometidos con su patria chica, la familia Díaz-Moreu construyó en Motril una fábrica de azúcar que daría trabajo a mucha gente.

### De Motril a Alicante
El 25 de septiembre de 1905 fue elegido Emilio Díaz-Moreu senador por Alicante junto con el naviero Luis Palomo y Ángel Fernández-Caro. Allí se encontraba residiendo un antiguo subordinado y compañero de armas: el dr Gabriel Montesinos y Donday que sirvió como teniente-médico 2.º del « Colón» hasta su hundimiento. Su amistad fue crucial para que Díaz-Moreu tomara en consideración y trasladase al Senado la petición del diputado conservador Juan Poveda García sobre la construcción de un nuevo Hospital militar en Alicante. Lo volvería a hacer un año más tarde de acuerdo con el diputado liberal José Francos Rodríguez.
El 2 de agosto de 1906 el senador Díaz-Moreu acompañó a Alicante a su nuevo gobernador civil, Carlos Valcárcel y Ruiz de Apodaca. Estaban esperando en la estación de tren el alcalde interino Manuel Cortés de Miras, el presidente de la Diputación y jefe de los liberales en la provincia José Atienza Egido, diputados provinciales, concejales, etc. En noviembre de ese año fue designado, junto con otros Senadores, para preparar el Proyecto de ley de las Fuerzas Navales. Muy en la línea de su maestro en la Armada, Juan B. Antequera y Bobadilla, el Senador Díaz-Moreu jamás tuvo inconveniente en enfrentarse a quien fuese por el bien de la Armada Española incluido el antiguo capitán gral de Cuba y también senador Valeriano Weyler por tratar de interferir en las decisiones propias del Ministerio de Marina. Además participó en los debates del Senado producidos a raíz de la Conferencia de Algeciras convocada para decidir sobre el Protectorado franco-español que se creó posteriormente. El tiempo le daría la razón con la «Guerra de Marruecos». Díaz Moreu, que tenía abierta residencia en Alicante se interesó por el estado de la cárcel de esa ciudad.
El 19 de abril de 1907 participó en un mitin en el Teatro Circo de Alicante junto con José Atienza Egidio y José Francos Rodríguez donde explicaron la parte de su programa que atañía a la Iglesia, en el que abogaban por sacarla de las instituciones políticas. Y en las Elecciones al Senado el canalejista Díaz-Moreu se presentó nuevamente por Alicante el 5 de mayo de 1907 y resultó elegido senador por el Partido Liberal Democrático. En la primera ocasión que tuvo se quejó en sesión del Senado de que en el banquete de celebración del natalicio del príncipe de Asturias prevalecieron los sillones ocupados por cardenales sobre los del Gobierno y poco después se interesaba por el bandolerismo en Andalucía como haría tantas veces.
En verano defendió una mejor protección de los puertos españoles y recordando que Cuba se perdió por mar no por tierra. Así como por la Sanidad militar española tema en el que volvió a contar con el apoyo del dr Montesinos y para el asunto de los puertos con el hijo del que fuera comandante de Marina en Alicante, y también excombatiente en la Batalla naval de Santiago de Cuba a bordo del «Almirante Oquendo», Emilio Pascual del Pobil.
Volviendo a la provincia de Alicante abogó en la cámara alta, junto con el senador Palomo, por prorrogar la construcción del Ferrocarril Agost-Castalla-Ibi y construir un ramal al Puerto de Alicante. En agosto contaron con la colaboración del presidente de la Comisión legislativa José Canalejas y el 29 de septiembre fue José Canalejas a Alicante y se hospedó en casa de su amigo Emilio Díaz-Moreu y el 30 celebraron asamblea de los liberal-demócratas en la Plaza de toros con intervenciones de Canalejas, José Francos Rodríguez y Díaz-Moreu.
En otra ocasión intervino en interés de todo lo que concernía a las Patentes de corso enmarcado en la Conferencia de La Haya 1907 y y cerró el año presentando su libro “Defensa de costas” que recoge sus discursos pronunciados en el Senado los días 14 de junio y 10 de julio de ese año impreso en Madrid en la conocida imprenta «Hijos de J. A. García».
Al año siguiente Díaz-Moreu participó en todos los debates que se produjeron a lo largo de 1908 (y parte de 1909) acerca del pretendido Ferrocarril que uniría, por el litoral, las ciudades de Alicante y Valencia. A pesar de lo bien intencionado de muchos, el sostuvo que se engañaban los representantes de la Provincia de Alicante (que eran los más interesados) si creía que se iba construir, pues el recorrido en parte estaba afectado por razones de economía y en parte por asuntos de estrategia militar. Él siempre sostuvo que lo que había que hacer era: 1.º pedir mejoras en el tendido de vías de Alicante con la –entonces- Venta de la Encina -y hoy pedanía La Encina (Villena)-, 2.º mejoras del mismo desde la citada Venta de la Encina con Valencia y 3.º, mejorar los transbordos en el centro de conexiones de la Venta de la Encina, pues hasta Villena las vías eran de “vía ancha” y el tendido de allí hacia Valencia pasando por Alcoy de “vía estrecha”. Canalejas fue a la provincia de Alicante el 20 de abril y, acompañado de los senadores Díaz-Moreu y Palomo, visitó el embrión de los liberal-demócratas en esa provincia: la ciudad de Alcoy. Cuatro días después se reunió con representantes de las provincias interesadas en el paraninfo de la Universidad de Valencia para tratar conferenciar sobre el Ferrocarril costero y también supo del otro proyecto de los valencianos que era unir su capital con Madrid sin pasar por la Venta de la Encina. Terminada la reunión regresó a Madrid para celebrar una cena-mitin en el restaurante «Lion d’Or» donde le esperaban unas 100 personas. Actuaron conjuntamente los diputados y senadores de ambas provincias afectadas así como sus alcaldes, presionando tanto en el Consejo de Obras Públicas como en la Junta de Defensa Nacional. Pero los valencianos que si creyeron las palabras de Díaz-Moreu sobre la imposibilidad del tren por el litoral y conociendo la importancia de tener su propia conexión con Madrid sin pasar por la Venta de la Encina, se volcaron en este proyecto dejando que Alicante llevara el peso del otro. Como era de esperar el Ferrocarril costero no se construyó y Valencia tuvo su propia línea a Madrid.
En todo ese debate Díaz-Moreu también anticipó la importancia de que la conexión de Alicante con Valencia alcanzase hasta Francia y ese “corredor” franco-español por la costa mediterránea permitiese a su vez conectar con África desde el puerto de Alicante. Y este debate coincidió con la aparición de ese movimiento llamado «Solidaridad catalana» en las provincias levantinas, el cual pretendía instalarse en tierras alicantinas con la efímera «Solidaridad Levantina» de Gregorio Vallejos y el «Círculo Republicano Autonomista» de Francisco Morell y Primitivo Carreras. Los catalanistas fueron acusados de hundir el Ferrocarril Alicante-Valencia costero, por el «Diario de Alicante». Díaz-Moreu, muy crítico con ellos se animó a fundar un periódico de corte liberal, el «Eco de Levante» en 1909.
En octubre de 1909 se celebró en Madrid una reunión de la plana mayor los liberal-demócratas en casa del general José López Domínguez, quien estaba aún muy dolido con Segismundo Moret, y en la que se encontraban por la Provincia de Alicante Díaz-Moreu, Francos Rodríguez, Palomo y Trinitario Ruiz Capdepón. Hablaron de Maura, de la llamada Semana Trágica de Barcelona, de lo mal que lo estaba haciendo también Moret y de cómo iban a terminar la guerra de Melilla. A comienzos del año siguiente Canalejas nuevamente iría a Alicante y se hospedaría en casa de los Díaz-Moreu exactamente el 5 de enero de 1910. Fue allí para hacerle partícipe de que por acuerdo de todas las corrientes liberales, Segismundo Moret iba a caer, se reunificaba el viejo Partido Liberal en torno a él y, además el rey lo iba a nombrar presidente del Consejo de Ministros de España. Según una editorial de su diario el «Eco de Levante», la ciudad de Alicante entera se congratulaba de su ascenso a la Presidencia del Gobierno, y recordaba que en 1891 el Ayuntamiento de Alicante presidido por el conservador-regeneracionista Manuel Gómiz, lo había nombrado Hijo Adoptivo de la ciudad.
En 1910 Emilio Díaz-Moreu presentó su nuevo libro “La cuestión de Marruecos” con sus discursos, preguntas, interpelaciones… desde 1906 hasta 1909 y en las Elecciones al Senado de España, el 22 de mayo de 1910 volvió a ser elegido senador por Alicante junto con otros notables como el Dr Esquerdo y José Francos Rodríguez, pero apenas un mes después, el 20 de junio, fue nombrado senador vitalicio por designación del rey Alfonso XIII en sustitución de Andrés Avelino de Arteaga y Silva. 
En octubre, dentro de las sesiones ordinarias del Senado (España), tuvo ocasión de seguir debatiendo temas de la Armada como el de la reparación de buques que mantuvo con el senador José Ferrándiz y Niño. En diciembre tuvo una importante reunión en su casa de Madrid con autoridades alicantinas y la asistencia del presidente del Consejo de Ministros de España, José Canalejas y días después pasa a presidir la Comisión de Fuerzas de Mar de la cámara alta junto con el exministro Concas y otros. Ya en 1911 acudió al Banquete de Marinos convocado por el ministro Diego Arias de Miranda en el salón de armas del Casino de Madrid y entre los que acudieron destacamos al jefe del Estado Mayor Central de la Armada José Pidal, al inspector general de Sanidad de la Armada y senador Ángel Fernández-Caro, al general Gallardo de Artillería de la Armada, al senador Díaz Moreu…y un nutrido grupo de periodistas de Madrid.
En la madrugada del 11 de febrero de ese año el rey Alfonso XIII volvía a Alicante desde Cartagena al objeto de asistir a unas maniobras militares acompañado del Presidente del Consejo José Canalejas y el resto de su séquito militar y civil. Desde Madrid llegó el ministro de Marina del Gabinete de Canalejas, Diego Arias de Miranda pues la Armada participaba en los ejercicios. El presidente y el ministro se hospedaron en casa de Díaz-Moreu. El día 15 el Rey partió para Madrid.
En las Elecciones Municipales celebradas en toda España en diciembre de ese año, los resultados en Alicante fueron un grandioso éxito para los liberal-demócratas y el nuevo año 1912 lo abrieron con un banquete organizado por el grupo municipal e invitaron a Emilio Díaz-Moreu y el gobernador civil Rufino Beltrán Escolar.
Díaz-Moreu como senador vitalicio continuó con sus desvelos por la Armada preguntando al nuevo ministro de Marina José Pidal Rebollo, y antiguo compañero de armas en Filipinas, por el estado del crucero protegido «Reina Regente». El 31 de enero asistió a una audiencia real en calidad de presidente de una comisión alicantina formada al objeto de invitar al rey a visitar Alicante, a lo que Alfonso XIII muy agradecido respondió afirmativamente. En el mes siguiente se comprometió con la comisión organizadora del Centenario del insigne marino Jorge Juan.
Los reyes llegaron a Alicante el 15 de marzo por tren, se hospedaron en el yate «Giralda» y todo Alicante participó en el evento durante el cual recorrieron a pie el centro de la ciudad, esa noche el ministro de Marina José Pidal y el presidente Canalejas se hospedaron en casa de Díaz-Moreu.
Ante la sequía que estaba sufriendo la Provincia de Alicante, el senador vitalicio encabezó una comisión venida desde allí a Madrid al objeto de pedir a José Canalejas, entonces ministro de Fomento, la construcción de pozos artesianos y pantanos, tan necesarios para esa provincia. En sesión del Senado del mes de junio, y dentro del orden del día, se tomó en consideración la petición de Díaz-Moreu al Gobierno de que fuere concedido el bronce necesario para la estatua del insigne alicantino, el marino Jorge Juan. El verano transcurrió con normalidad, días en Alicante y en Madrid con intervenciones en el Senado sobre temas variopintos, pero el otoño deparaba dramas, el 12 de noviembre de 1912 se produce el asesinato de José Canalejas por un anarquista. El día 30 del mismo mes Emilio Díaz-Moreu organizó en Alicante un homenaje a su amigo presidido entre otros por el escritor y periodista Gabriel Miró, el alcalde Federico Soto, el diputado alcoyano Santiago Reig Aguilar-Tablada, Federico Clemente, el médico y presidente de la Diputación de Alicante Higinio Formigós y el diputado José Francos Rodríguez. El 27 de noviembre de 1912 se firmó un nuevo tratado con Francia por el que ese país reconoció el “protectorado español” en los territorios al norte de Marruecos.

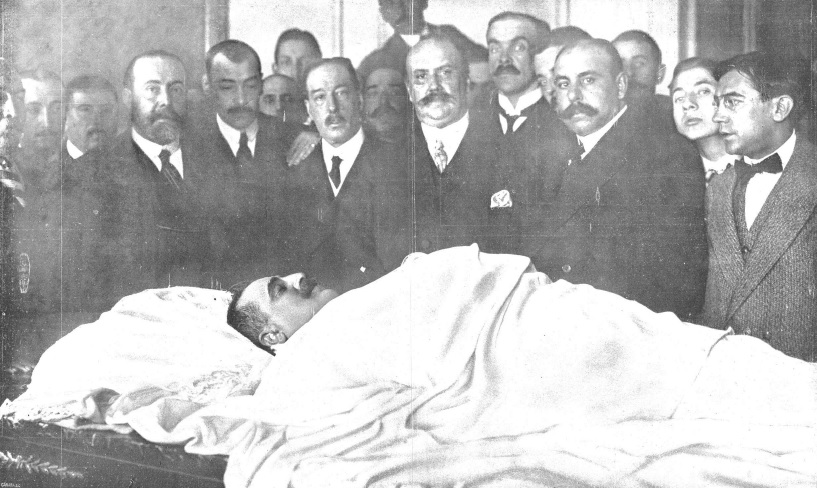
Junto a los restos mortales de Canalejas, en la cabecera, Díaz-Moreu

A finales de ese noviembre maldito Francos Rodríguez y Díaz-Moreu, acompañados de una delegación alicantina compuesta por el presidente de la Diputación, el de la Junta de Obras del Puerto y el alcalde de la capital alicantina se reunieron con el nuevo presidente del Consejo de Ministros de España y nuevo líder liberal, el conde de Romanones, al objeto de poner bajo su especial protección Alicante tal y como lo había hecho Canalejas hasta su asesinato. Figueroa, además se comprometió a finalizar el monumento a Canalejas y a visitar Alicante en el plazo de un mes. Pero Romanones luego lo anularía y es que Díaz-Moreu no entraba en sus planes.
El 3 de enero de 1913 se anunció el programa para el Centenario del marino, diplomático y científico Jorge Juan en el que tomaría parte activa Díaz-Moreu contando con la asistencia del ministro de Marina, Manuel Sánchez de Toca Calvo y el director gral de Educación Rafael Altamira. Se descubriría una estatua del marino, por la que tantos desvelos tuvo el senador vitalicio, y además se inauguraría una biblioteca con su nombre y.
El 27 de febrero fue recibido por la Familia Real junto con el director Gral de Propiedades, Joaquín Chapaprieta y otros y regresó a Alicante.

### De Alicante a Motril
Emilio Díaz-Moreu falleció el 1 de marzo de 1913 en su casa de Alicante y y sus restos mortales fueron trasladados a Motril por su familia y enterrados en el panteón de la familia de su padre.
El matrimonio tuvo tres hijos Dolores, Pedro y Emilio Díaz-Moreu Irizarry que continuó la actividad política de su padre en Alicante.
Horacio Moreu y Espinosa (1835-1909)
Tío abuelo de Emilio Díaz-Moreu, fue diputado cunero a las Cortes Generales por la Provincia de Alicante en 1876 y conde consorte de Torre Isabel. Muy criticado en el Alicante de aquella época debido a que nunca visitó su circunscripción, hecho que hizo notar especialmente el exministro Eleuterio Maisonnave en su periódico.